# Dobriška vas
Dobriška vas – wieś w Słowenii, w gminie Oplotnica. W 2018 roku liczyła 73 mieszkańców.